# Maestro della Santa Cecilia
Le Maestro della Santa Cecilia (« Maître de sainte Cécile ») est un peintre italien anonyme du XIIIe siècle qui fut  actif entre 1290 et 1348 à Florence et en particulier à Assise où il peignit trois des derniers panneaux de la Vie de saint-François sur les croquis de Giotto dans l'église supérieure de la basilique Saint-François d'Assise. 

## Œuvres
- Sainte Cécile en majesté et huit épisodes de sa vie (vers 1304), tempera sur bois, 85 × 181 cm, Galerie des Offices, Florence.
- Terminaison du cycle delle Storie di San Francesco, église supérieure de la basilique Saint-François d'Assise :
  - Guarigione dell'uomo di Ilerda,
  - Confessione della donna resuscitata
  - San Francesco libera l'eretico Pietro di Alife
- Madonna col Bambino, 1290-1295, tableau, Getty Museum, Los Angeles
- Fragment de fresques de la Chapelle Rucellai, Santa Maria Novella, Florence
- Madonna col Bambino in trono,  Galleria dell'Accademia de Florence
- Santa Margherita e storie della sua vita et Madonna col Bambino, chiesa di Santa Margherita a Montici, Florence
- Madonna delle Grazie, oratoire di Santa Maria delle Grazie, Florence
- San Pietro in cattedra (1307), chiesa dei Santi Simone e Giuda, Florence
- Madonna in trono e i Santi Lorenzo e Stefano (atelier), chiesa di San Michele a Castello, Florence
- Chapelle San Jacopo, Abbazia dei Santi Salvatore e Lorenzo a Settimo, Scandicci

Panneaux de la Vie de saint François
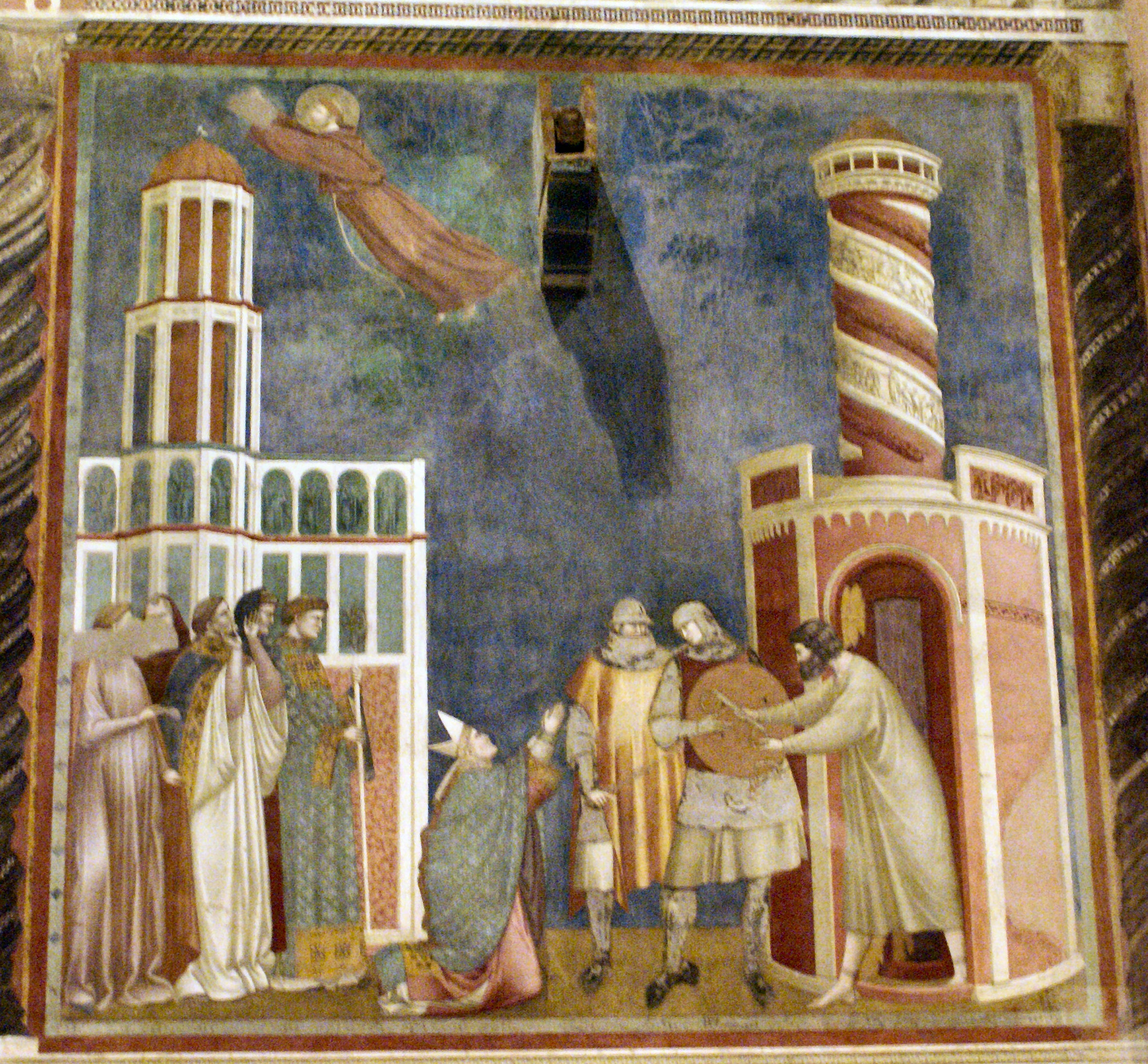
San Francesco libera l'eretico Pietro di Alife
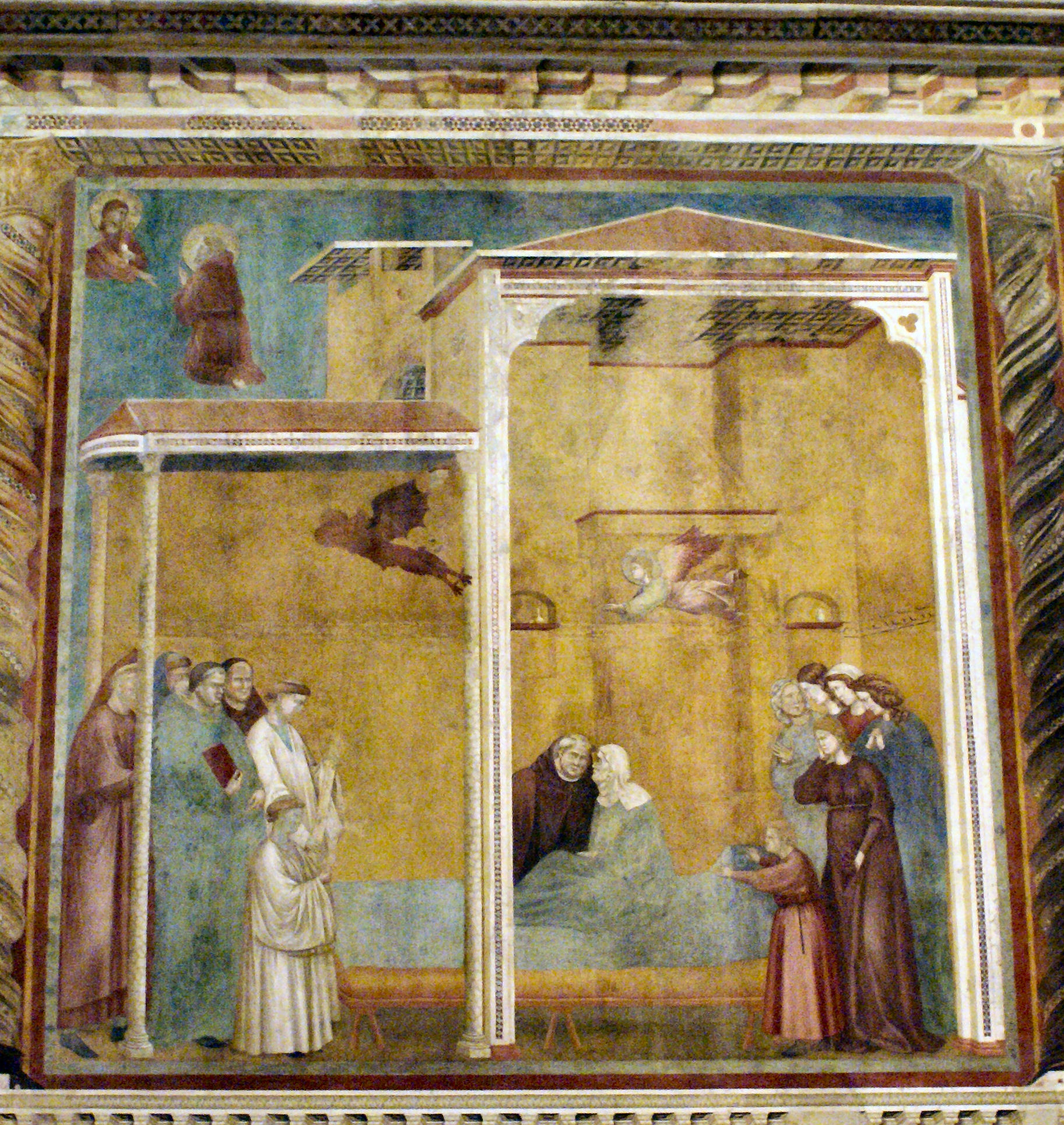
Confessione della donna resuscitata
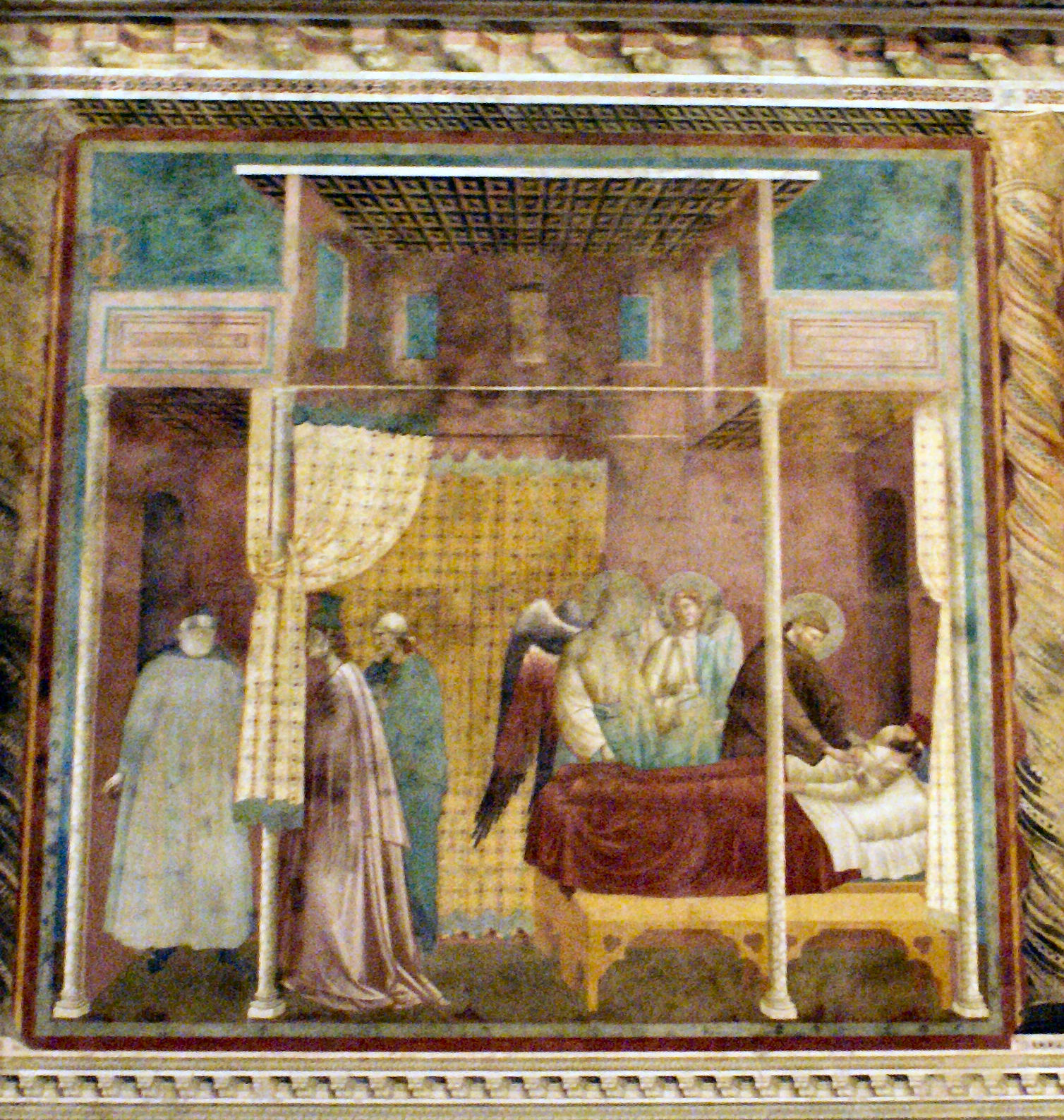
Guarigione dell'uomo di Ilerda

## Sources
- (it) Cet article est partiellement ou en totalité issu de l’article de Wikipédia en italien intitulé « Maestro della Santa Cecilia » (voir la liste des auteurs).